# Koń Jonaguni
Koń Jonaguni (jap. 与那国馬 yonaguni-uma) – rasa koni żyjących na wyspie Yonaguni, należącej do Japonii. 

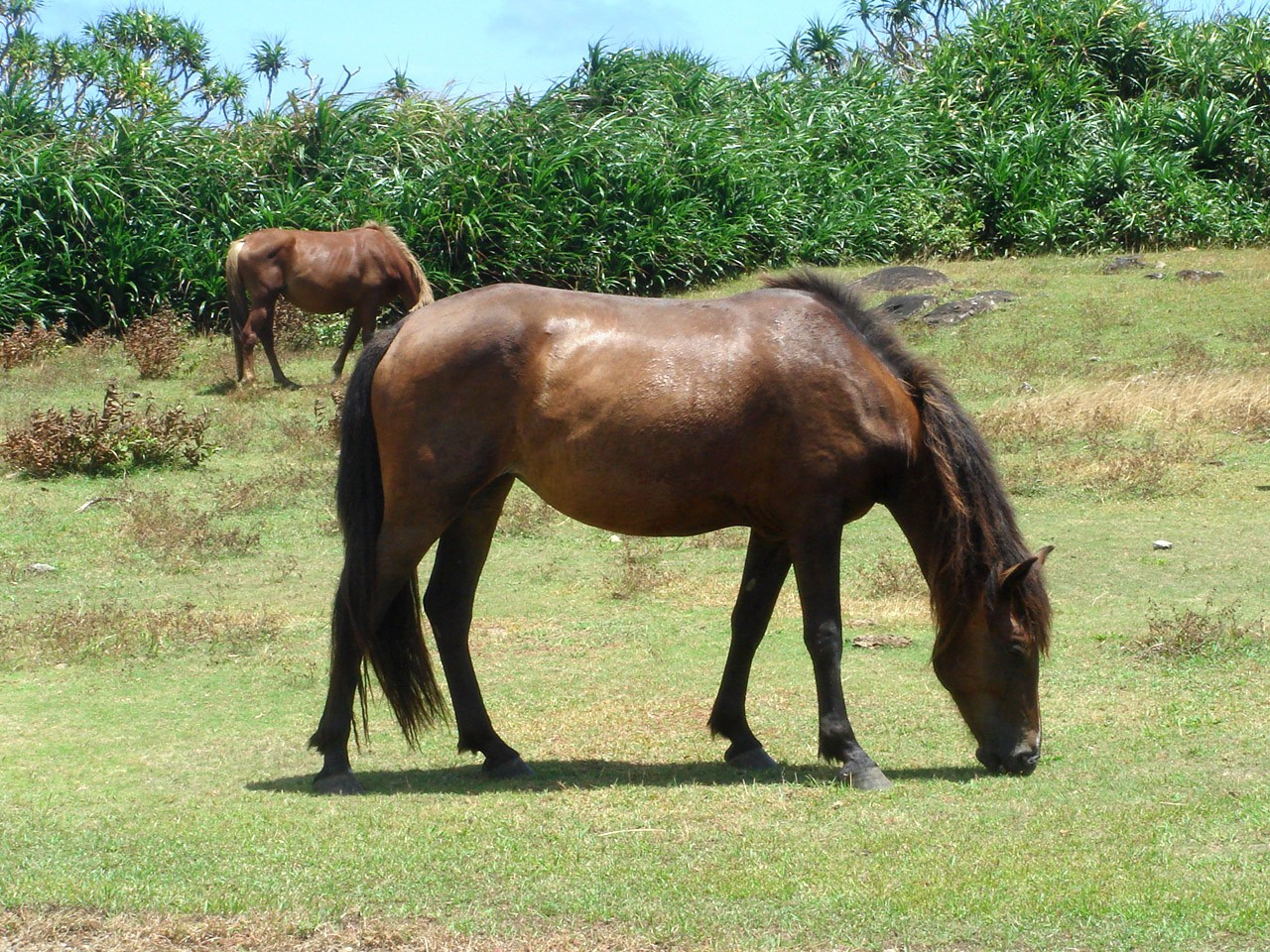
Koń Jonaguni

Są to niewielkie kuce mierzące w kłębie około 110-120 cm. Rasa ta jest bardzo rzadka, ok. 200 osobników. Jedna z 8 rodzimych ras koni w Japonii.
Koń Yonaguni ma łagodny charakter, jest silny, ma mocne kończyny, wyróżnia się wytrzymałością. Od czasów starożytnych był wykorzystywany do celów rolniczych i transportu produktów rolnych. Został już zwolniony z obowiązków konia roboczego dzięki wejściu w użycie maszyn rolniczych i pojazdów. 